# Universidad Pública de Kennedy
La Universidad Pública de Kennedy o UPK (por sus siglas) es una sede universitaria construida por la Alcaldía Mayor de Bogotá en la ciudadela Tintal de la localidad de Kennedy, al suroccidente de Bogotá D.C. Actualmente es administrada por la Escuela Tecnológica Instituto Técnico Central La Salle bajo la modalidad de multicampus (campus compartido) junto a la Universidad Pedagógica Nacional y la Universidad Colegio Mayor de Cundinamarca, donde ofrecen estudios de pregrado, posgrado y técnicos.
Si bien la Alcaldía Mayor de Bogotá le asignó como nombre "Universidad" a esta infraestructura, en realidad no es una institución de educación superior, ya que carece de una organización juridíca y educativa propia que la acredite independiente, por lo que la UPK es realmente una sede de las instituciones educativas que la administran y ofrecen sus servicios académicos allí. La UPK Inició funciones en 2019 en un edificio provisional construido por la Escuela Tecnológica Instituto Técnico Central La Salle. 

## Consolidación
Durante el periodo de gobierno como alcalde de Bogotá de Gustavo Petro se propuso el proyecto de construcción de la sede universitaria con el objetivo de proporcionar y mejorar las condiciones de acceso a la educación superior de los habitantes del sur, suroccidente y suroriente de la capital colombiana, por lo que se realizó una la alianza de financiación para la construcción y dotación de la sede entre la Alcaldía Mayor de Bogotá a través del Fondo de Desarrollo Local de Kennedy, la Secretaría de Educación del Distrito, la ETITC (Escuela Instituto Técnico Central La Salle), y la Universidad Pedagógica Nacional.
En 2015 se inició la construcción del edificio principal que se mantuvo cinco años en obra por parte de la Alcaldía, sin embargo, para el 2020 no estaba dotado de los insumos necesarios para operar, por lo que en 2019 la Universidad  Pedagógica Nacional, La Universidad Colegio Mayor de Cundinamarca y la ETITC iniciaron la prestación de sus servicios académicos en un edificio provisional de PVC color blanco, construido por la ETITC en la parte posterior del terreno. En dicho edificio provisional se han desarrollado hasta la actualidad la mayoría actividades administrativas y académicas de la sede. 

Para 2021 con la creación del programa Jóvenes a la U de la alcaldía de Claudia López, el objetivo principal de Gustavo Petro para la sede se ha fortalecido, ofertando las carreras disponibles con el programa y subsidio distrital de becas; lo que ha producido un incremento de miembros en la comunidad.

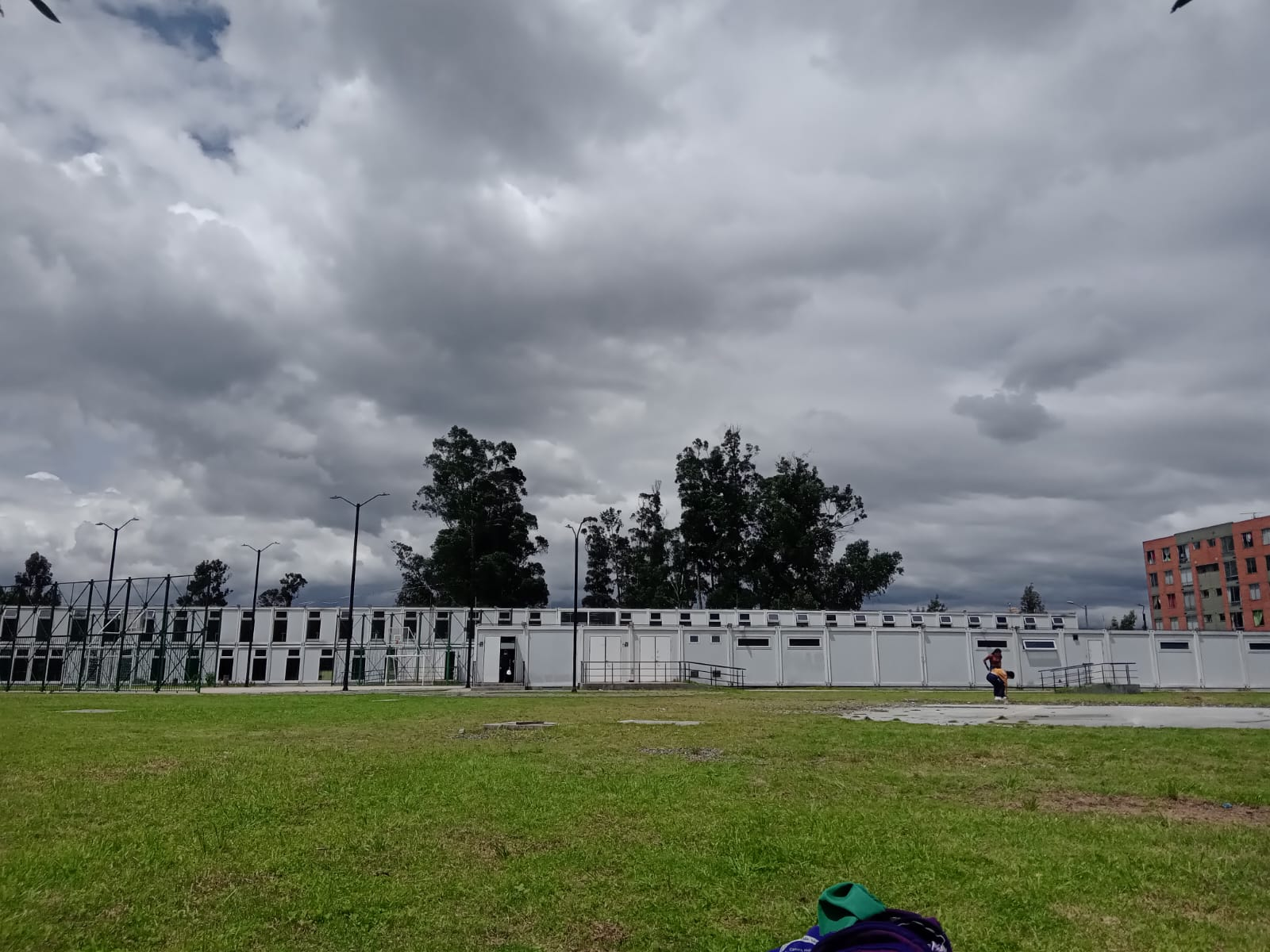
Construcción provisional y campus de la UPK

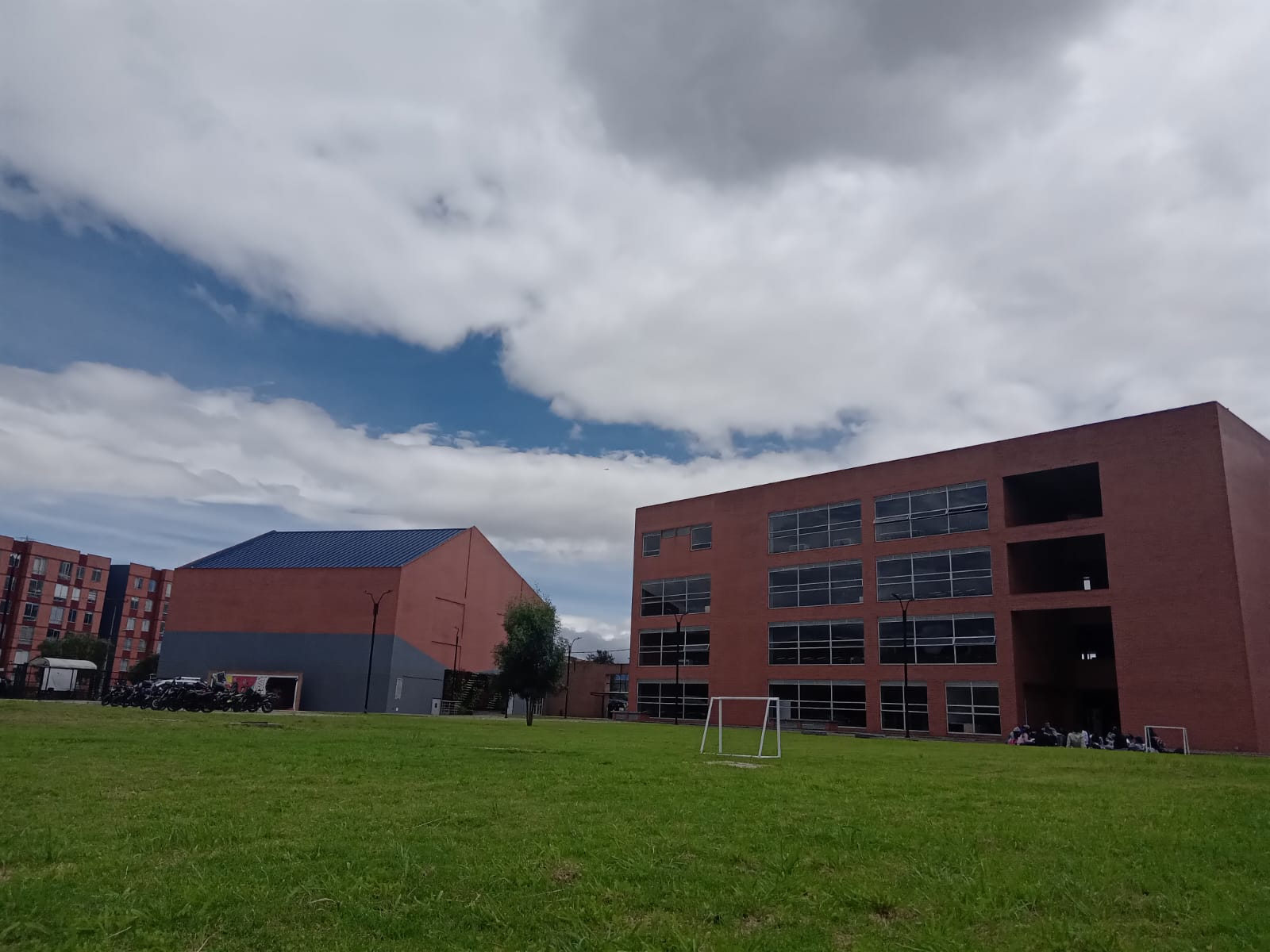
Auditorio y edificio principal.

Luego de dos años de postergación por diferentes eventos contractuales de carácter administrativo y financiero, el 19 de octubre de 2022 se inauguró oficialmente el edificio principal por parte de la Alcaldía Local de Kennedy y se hizo entrega a la comunidad educativa que se encontraba reclamando las instalaciones desde 2020. En este edificio se encuentra una biblioteca de dos niveles, diferentes pantallas interactivas, 8 aulas de clase y laboratorios de física y biología (que cuentan con equipos de energías renovables y planta de procesos), agregando también las instalaciones que ya se encontraban en uso, como las canchas deportivas, la zona verde, el auditorio, los parqueaderos, y el mismo edificio provisional en el que se encuentran 4 salas de sistemas y aproximadamente otras 12 aulas de clase.   
La sede actualmente se encuentra incompleta y se espera que según la planeación de la Alcaldía Mayor de Bogotá, el Gobierno Nacional haga la construcción de otros edificios similares al principal en la extensa zona verde de la sede, y realice la finalización del adecuamiento del terreno y de otras instalaciones.  

### Aula Viva Itauasuca
A partir de 2019, con la llegada de los estudiantes y profesores de la licenciatura en Ciencias Naturales y Educación Ambiental de la Universidad Pedagógica Nacional, se inició un proceso ambiental con la comunidad educativa en un extremo de la sede con la creación de una huerta urbana nombrada Itauasuca, la cual se utiliza como entorno de aprendizaje y convivencia pedagógico para los estudiantes de la sede.
Al día de hoy el aula Viva Itauasuca se ha transformado en un Escenario Vivo de Aprendizaje (EVA) en dónde la apropiación del conocimiento es una articulación entre los saberes tradicionales, la ciencia y la práctica con el trabajo de la tierra.

## Carreras

### Universidad Pedagógica Nacional

#### Pregrado
- Licenciatura en Ciencias Sociales.
- Licenciatura en Ciencias Naturales y Educación Ambiental.
- Licenciatura en Educación Básica Primaria (A distancia).

#### Posgrado
- Maestría en educación (A distancia).

### Universidad Colegio Mayor de Cundinamarca

#### Pregrado
- Derecho
- Administración de Empresas Comerciales.

### Escuela Tecnológica Instituto Técnico Central La Salle
Técnico
- Técnica Profesional en Computación.
- Técnica Profesional en Electrónica Industrial.